# Heinrich Wolgast (Pädagoge)

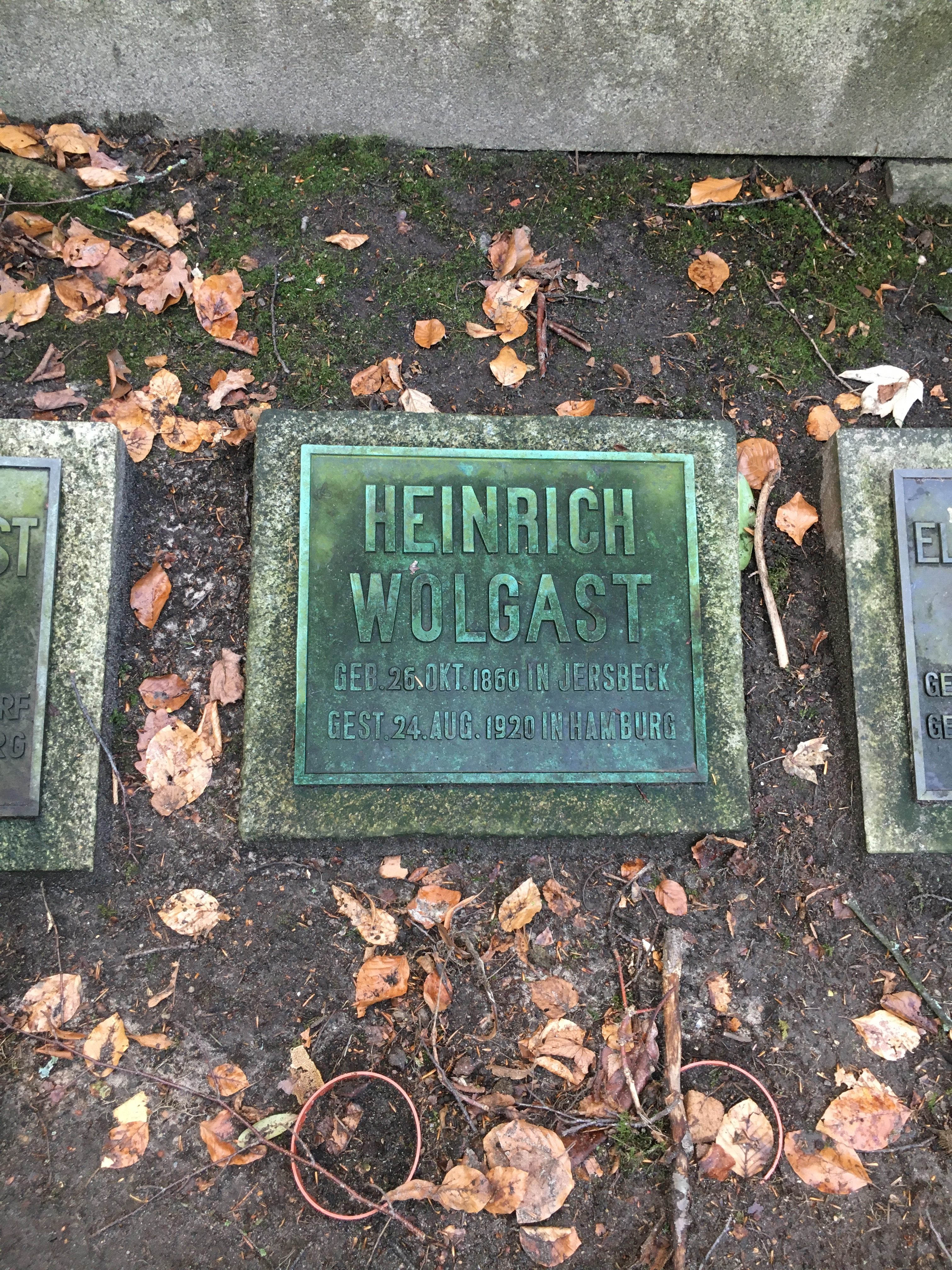
Grabstätte Heinrich Wolgast auf dem Friedhof Ohlsdorf

Heinrich Wolgast (* 26. Oktober 1860 in Jersbek; † 24. August 1920 in Hamburg) war ein deutscher Reformpädagoge.

## Leben

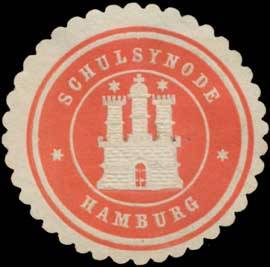
Schulsynode, Siegelmarke

Heinrich Wolgast wurde 1860 als Sohn eines Dorfschmieds in Jersbek nördlich von Hamburg geboren. Nach dem Besuch des Lehrerseminars in Segeberg legte er 1882 in Hamburg seine Lehrerprüfungen ab. Danach arbeitete er bis zu seinem Tode im Jahr 1920 als Volksschullehrer, Hauptlehrer und Rektor an verschiedenen Hamburger Schulen. Schon bald nach dem Antritt seines Schuldienstes engagierte er sich im „Verein hamburgischer Volksschullehrer“ und beteiligte sich aktiv an der inhaltlichen Diskussion pädagogischer Fragen. Als langjähriges Mitglied des Ausschusses der Hamburger Schulsynode (Vertreterversammlung der Lehrkräfte Hamburgs) wurde er schulreformerisch tätig.
Der Sozialdemokratie nahestehend, wurde Heinrich Wolgast als Literaturpädagoge bekannt. Er kritisierte eine „spezifische“ Jugendliteratur, die als triviale Massenliteratur allein das Unterhaltungsbedürfnis befriedigt, und forderte eine künstlerische Erziehung der Jugend durch ästhetisch anspruchsvolle Literatur. 1888 wurde Wolgast zum Mitbegründer des „Jugendschriftenausschuss“ des „Vereins Hamburgischer Volksschullehrer“. Als Mitbegründer der „Vereinigten Deutschen Prüfungsausschüsse für Jugendschriften“ fungierte er von 1896 bis 1912 als Schriftleiter der Zeitschrift „Jugendschriften-Warte“. In dieser Funktion löste er die Schundliteratur-Debatte aus und wirkte prägend auf die Jugendschriftenbewegung.
Heinrich Wolgast wurde in der Familiengrabstätte auf dem Hamburger Friedhof Ohlsdorf im Planquadrat AD 11 beigesetzt.

## Werke
- Das Elend unserer Jugendliteratur. Selbstverlag, Hamburg 1899, 2. Auflage
- Vom Kinderbuch. B. G. Teubner, Leipzig 1905 (Neudruck 1925)
- Ganze Menschen. Wunderlich, Leipzig 1913